# Bernard Wolfe
Bernard Wolfe (1915 - 1985) fue un escritor y novelista estadounidense de ciencia ficción.

## Biografía
Nació en New Haven (Connecticut) el 28 de agosto de 1915. Estudió en la Universidad de Yale y trabajó en la marina mercante de los Estados Unidos durante los años 30. En la Segunda Guerra Mundial fue empleado como corresponsal de guerra por varias revistas, posteriormente en 1946 comenzó a escribir ficción. Murió de un infarto el 27 de octubre de 1985 en Calabasas, California.
Wolfe trabajó brevemente como secretario y guardaespaldas de León Trotski durante su exilio en México. El 20 de agosto de 1940 no estaba de turno cuando Trotski fue asesinado por el comunista español Ramón Mercader. Después de la muerte de Trotski, Wolfe permaneció fiel tanto a la herencia personal de Trotski como a su credo político. El protagonista de la novela de 1959 de Wolfe The Great Prince Died es un retrato del organizador del Ejército Rojo, representado con admiración y respeto.
Aunque desarrolló diferentes géneros e incluso escribió guiones para televisión es conocido principalmente por su novela Limbo (1952).

## Limbo
Aunque a día de hoy continúa siendo una desconocida para el gran público, Limbo es un temprano ejemplo del movimiento New Wave en la ciencia ficción, y podría ser considerada como uno de los precursores más importantes de la literatura de cyberpunk.
Limbo transcurre en gran parte en el año 1990 de un futuro en el que la Tercera Guerra Mundial se ha producido y en el que unas nuevas ideas filosóficas y sociales rigen tanto el mundo capitalista como el socialista. Dicho ideario parte de una interpretación deformada de las reflexiones que escribió el protagonista de la novela, un neurocirujano llamado Dr. Martine en su diario antes de desaparecer en la guerra. El Doctor afirma que el ser humano es violento por naturaleza y que las guerras son inevitables mientras el hombre tenga extremidades. El fanatismo y manipulación de dichas ideas llegan a tal punto que, para conjurar la agresividad innata del ser humano, la sociedad se autoimpone una filosofía de mutilación física.
La trama de la novela, bastante extensa y compleja por sus reflexiones filosóficas, cuenta como el Dr. Martine no fallece en la guerra como se creía, sino que en realidad se refugia en una isla donde vive por los siguientes años aislado de la deriva del mundo. Posteriormente vuelve a la sociedad y descubre que esta se ha convertido en una abominación basada en sus propias ideas totalmente malinterpretadas. Las numerosas consecuencias filosóficas y psicológicas que este conflicto plantean trascienden del hilo argumental y conforman una obra de tintes muy profundos.
Limbo es una pionera en el campo de la distopía y describe una sociedad enferma, que en realidad no es más que un reflejo de la sociedad de la época en la que escribió Wolfe: la Guerra Fría. 
En español, la obra se publicó en 1984, en la colección Ciencia Ficción, de Ultramar Editores.

## Otras Obras
Mucho más alegre que Limbo es la historia de fantasía de 1960 de Wolfe, The Never-Ending Penny, publicada en la revista Playboy, que trata la historia de un campesino mexicano que posee un céntimo que se reproduce infinitas veces en su bolsillo.

## Novelas
- Limbo (1952)

## Relatos
- Self Portrait (1951)
- The Never-Ending Penny (1960)
- Marcianna and the Natural Carpaine in Papaya (1961)
- The Dot and Dash Bird (1964)
- The Bisquit Position (1972)
- The Girl with the Rapid Eye Movements (1972)
- Monitored Dreams & Strategic Cremations (1972)

## Ensayos
- The Monitored Dreams & Strategic Cremations (1977)